# Cantón de Montendre
El cantón de Montendre era una división administrativa francesa, que estaba situada en el departamento de Charente Marítimo y la región de Poitou-Charentes.

## Composición
El cantón estaba formado por quince comunas:
- Bran
- Chamouillac
- Chartuzac
- Corignac
- Coux
- Expiremont
- Jussas
- Messac
- Montendre
- Pommiers-Moulons
- Rouffignac
- Souméras
- Sousmoulins
- Tugéras-Saint-Maurice
- Vanzac

## Supresión del cantón de Montendre
En aplicación del Decreto nº 2014-269 de 27 de febrero de 2014, el cantón de Montendre fue suprimido el 22 de marzo de 2015 y sus 15 comunas pasaron a formar parte del nuevo cantón de Los Tres Montes.